# Rhyacophila borcka
Rhyacophila borcka là một loài Trichoptera trong họ Rhyacophilidae. Chúng phân bố ở miền Cổ bắc.